# Jetis (Sukoharjo)
Jetis is een bestuurslaag in het regentschap Sukoharjo van de provincie Midden-Java, Indonesië. Jetis telt 11.450 inwoners (volkstelling 2010).